# Gordon (Pennsilvània)
Gordon és una població dels Estats Units a l'estat de Pennsilvània. Segons el cens del 2000 tenia 781 habitants.

## Demografia
Segons el cens del 2000, Gordon tenia 781 habitants, 312 habitatges, i 210 famílies. La densitat de població era de 478,6 habitants per quilòmetre quadrat.
Dels 312 habitatges en un 33,7% hi vivien nens de menys de 18 anys, en un 51,9% hi vivien parelles casades, en un 12,5% dones solteres, i en un 32,4% no eren unitats familiars. En el 30,4% dels habitatges hi vivien persones soles el 18,3% de les quals corresponia a persones de 65 anys o més que vivien soles. El nombre mitjà de persones vivint en cada habitatge era de 2,5 i el nombre mitjà de persones que vivien en cada família era de 3,12.
Per edats la població es repartia de la següent manera: un 25,5% tenia menys de 18 anys, un 9,6% entre 18 i 24, un 26,9% entre 25 i 44, un 23,6% de 45 a 60 i un 14,5% 65 anys o més.
L'edat mediana era de 38 anys. Per cada 100 dones de 18 o més anys hi havia 96 homes.
La renda mediana per habitatge era de 30.855 $ i la renda mediana per família de 40.714 $. Els homes tenien una renda mediana de 28.125 $ mentre que les dones 21.354 $. La renda per capita de la població era de 13.873 $. Entorn del 9,8% de les famílies i l'11,3% de la població estaven per davall del llindar de pobresa.

## Poblacions més properes
El següent diagrama mostra les poblacions més properes.